# L'ultima riga delle favole
(Massimo Gramellini, L'ultima riga delle favole, cap. XXVII)
L'ultima riga delle favole è una favola moderna di Massimo Gramellini, nella quale il protagonista impara a realizzarsi e a vincere le proprie paure guardando dentro di sé.

## Trama
Tomàs deve incontrarsi con Arianna, una ragazza che ha appena conosciuto a una conferenza intitolata Il peggiore dei mondi possibili, ma lei gli telefona e rinuncia all'appuntamento. Deluso, Tomàs si reca al mare, dove sul molo viene aggredito da un balordo e sta per annegare.
Al risveglio si ritrova alle Terme dell'Anima, dove viene accolto da Stella Maris e dal Direttore. Con l'aiuto dei Maestri Uma (l'Allenatrice della Palestra dell'Anima), Noah (il Medico delle Acque che parla per sentenze), Lys (la Massaggiatrice di Anime) e Andrea (il Cantastorie che rac-canta filastrocche simboliche), Tomàs inizia un percorso che lo conduce a vincere le sue paure, ad imparare a guardare dentro di sé, a riconoscere e accettare i propri desideri. Durante questo percorso, durante il quale ripercorre le varie fasi della sua vita imparando a considerarle in modo più positivo, Tomàs conosce Morena, attrice delusa dai suoi rapporti con il regista Mokò e dagli uomini inconcludenti, e Polvere, riparatore di windsurf insoddisfatto e cinico.
Al termine del percorso Tomàs capisce che il suo vero desiderio è trovare la sua anima gemella, e che questa è Arianna. Accetta per questo di superare la prova della morte, per cui si deve gettare in una cascata: anche Morena vi si getta, mentre Polvere non ne ha il coraggio. Sulla cartella di Tomàs redatta al suo arrivo da Stella Maris c'era una frase: durata del soggiorno da definire; Tomàs pensava che si riferisse al suo soggiorno alle Terme dell'Anima, invece è riferita alla sua permanenza nella dimensione che gli uomini chiamano vita.
Tomàs si risveglia dopo qualche ora ancora nell'acqua ma riprende le forze e riesce a tornare all'automobile. Su una rivista legge la notizia di una diva che è caduta in acqua durante una crociera ma è stata ritrovata viva (Morena), mentre di un windsurfer disperso (Polvere) non si hanno più notizie. Tomàs ha perso il numero di telefono di Arianna, l'unico contatto che aveva con lei, ma sente che riuscirà a ritrovarla; nella stessa rivista legge un breve articolo di una filosofa che scrive filastrocche e che racconta, rammaricata, la storia del suo mancato appuntamento con l'uomo nel quale aveva creduto di vedere la propria anima gemella: Tomàs riconosce la vicenda di se stesso e Arianna, la cui foto compare tra quelle dei collaboratori.

## Edizioni
- Massimo Gramellini, L'ultima riga delle favole, Longanesi, 2010,  p. 263, ISBN 978-88-304-2581-1.